# Rząd Denysa Szmyhala
Rząd Denysa Szmyhala – rząd Ukrainy funkcjonujący od 4 marca 2020 do 17 lipca 2025.
W sierpniu 2019, po wyborach parlamentarnych do Rady Najwyższej IX kadencji wygranych przez Sługę Ludu, nowe ugrupowanie nowego prezydenta Wołodymyra Zełenskiego, został utworzony rząd Ołeksija Honczaruka. Po jakimś czasie prezydent według doniesień mediów zaczął wyrażać niezadowolenie z pracy gabinetu, jednak w styczniu 2020 odmówił przyjęcia dymisji Ołeksija Honczaruka. Na początku marca 2020 premier formalnie złożył rezygnację, a 4 marca został odwołany ze stanowiska premiera.
Tego samego dnia parlament powołał na nowego premiera Ukrainy dotychczasowego wicepremiera Denysa Szmyhala, zatwierdził trzynastu wskazanych przez niego kandydatów na członków rządu oraz wyznaczonych przez prezydenta kandydatów na ministrów spraw zagranicznych i obrony. Nie doszło przy tym wówczas do obsadzenia wszystkich ministerstw (w części przypadków według mediów z powodu odmowy pozostania w rządzie ze strony dotychczasowych ministrów); 10 marca powołano cztery osoby pełniące obowiązki kierowników czterech resortów.
15 lipca 2025, w związku z ogłoszoną przez prezydenta rekonstrukcją rządu, Denys Szmyhal złożył rezygnację ze stanowiska premiera. Następnego dnia Rada Najwyższa przyjęła tę rezygnację. Członkowie gabinetu formalnie urzędowali do 17 lipca 2025, kiedy to kiedy to parlament powołał na premiera Juliję Swyrydenko oraz dokonał zatwierdzenia członków jej nowego rządu.

## Skład gabinetu
- premier: Denys Szmyhal
- pierwszy wicepremier, minister gospodarki: Ołeksij Lubczenko (od maja do listopada 2021), Julija Swyrydenko (od listopada 2021)
- wicepremier ds. integracji z Unią Europejską i NATO: Wadym Prystajko (do czerwca 2020), Olha Stefaniszyna (od czerwca 2020)[14][15][16]
- wicepremier, minister ds. terytoriów czasowo okupowanych: Ołeksij Reznikow (do listopada 2021), Iryna Wereszczuk (od listopada 2021 do września 2024)
- wicepremier, minister transformacji cyfrowej: Mychajło Fedorow (do marca 2023)
- wicepremier ds. innowacji, rozwoju edukacji, nauki i technologii oraz minister transformacji cyfrowej: Mychajło Fedorow (od marca 2023)
- wicepremier, minister ds. strategicznych gałęzi przemysłu: Ołeh Uruski (od lipca 2020 do listopada 2021)
- wicepremier ds. odbudowy Ukrainy: Ołeksandr Kubrakow (od grudnia 2022 do maja 2024)
- wicepremier ds. odbudowy Ukrainy, minister rozwoju społeczności lokalnych: Ołeksij Kułeba (od września 2024)[16]
- wicepremier, minister jedności narodowej Ukrainy: Ołeksij Czernyszow (od grudnia 2024)[17]
- minister ds. strategicznych gałęzi przemysłu: Pawło Riabikin (od listopada 2021 do marca 2023), Ołeksandr Kamyszin (od marca 2023 do września 2024), Herman Smetanin (od września 2024)[16]
- minister spraw wewnętrznych: Arsen Awakow (do lipca 2021), Denys Monastyrski (od lipca 2021 do stycznia 2023), Ihor Kłymenko (od lutego 2023, wcześniej od stycznia 2023 p.o. ministra)
- minister ds. weteranów: Serhij Bessarab (do grudnia 2020), Julija Łaputina (od grudnia 2020 do lutego 2024), Ołeksandr Porchun (p.o., od lutego do września 2024), Natalija Kałmykowa (od września 2024)[16]
- minister rozwoju społeczności lokalnych: Ołeksij Czernyszow (do listopada 2022), Wasyl Łozynski (p.o., od listopada do grudnia 2022)
- minister młodzieży i sportu: Wadym Hutcajt (do listopada 2023), Matwij Bidny (od września 2024[16], wcześniej od listopada 2023 do września 2024 p.o. ministra)
- minister zdrowia: Illa Jemeć (w marcu 2020), Maksym Stepanow (od marca 2020 do maja 2021), Wiktor Laszko (od maja 2021)
- minister infrastruktury: Władysław Kryklij (do maja 2021), Ołeksandr Kubrakow (od maja 2021 do grudnia 2022)
- minister rozwoju społeczności lokalnych i infrastruktury: Ołeksandr Kubrakow (od grudnia 2022 do maja 2024), Wasyl Szkurakow (p.o., od maja do września 2024)
- minister spraw zagranicznych: Dmytro Kułeba (do września 2024), Andrij Sybiha (od września 2024)[16]
- minister polityki społecznej: Maryna Łazebna (do lipca 2022), Oksana Żołnowycz (od lipca 2022)
- minister sprawiedliwości: Denys Maluśka (do września 2024), Olha Stefaniszyna (od września 2024)[16]
- minister obrony: Andrij Taran (do listopada 2021), Ołeksij Reznikow (od listopada 2021 do września 2023), Rustem Umierow (od września 2023)
- minister finansów: Ihor Umanski (w marcu 2020), Serhij Marczenko (od marca 2020)
- minister gabinetu ministrów: Ołeh Nemczinow
- minister rozwoju gospodarczego, handlu i rolnictwa: Pawło Kuchta (p.o., w marcu 2020), Ihor Petraszko (od marca 2020 do maja 2021), Iryna Nowikowa (p.o., w maju 2021)
- minister kultury i polityki informacyjnej: Switłana Fomenko (p.o., do czerwca 2020), Ołeksandr Tkaczenko (od czerwca 2020 do lipca 2023), Rostysław Karandiejew (p.o., od lipca 2023 do września 2024)
- minister kultury i komunikacji strategicznej: Mykoła Toczycki (od września 2024)[16]
- minister ochrony środowiska i zasobów naturalnych: Roman Abramowski (od czerwca 2020 do listopada 2021), Rusłan Striłeć (od kwietnia 2022 do września 2024, wcześniej od listopada 2021 p.o. ministra), Switłana Hrynczuk (od września 2024)[16]
- minister oświaty i nauki: Jurij Poluchowycz (p.o., w marcu 2020), Lubomyra Mandzij (p.o., od marca 2020 do czerwca 2020), Serhij Szkarłet (od grudnia 2020 do marca 2023, wcześniej od czerwca 2020 p.o. ministra), Oksen Lisowy (od marca 2023)
- minister polityki rolnej i żywnościowej: Roman Łeszczenko (od grudnia 2020 do marca 2022), Mykoła Solski (od marca 2022 do maja 2024), Taras Wysocki (p.o., od maja do września 2024), Witalij Kowal (od września 2024)[16]
- minister energetyki i ochrony środowiska: Witalij Szubin (p.o., do kwietnia 2020), Olha Busławeć (p.o., od kwietnia do czerwca 2020)
- minister energetyki: Olha Busławeć (p.o., od czerwca do listopada 2020), Jurij Bojko (p.o., od listopada do grudnia 2020), Jurij Witrenko (p.o., od grudnia 2020 do kwietnia 2021), Jurij Bojko (p.o., w kwietniu 2021), Herman Hałuszczenko (od kwietnia 2021)
- minister ds. terytoriów czasowo okupowanych: Anatolij Stelmach (p.o., od września do grudnia 2024)